# Monument als Morts de Ceret
El Monument als Morts és una escultura pública i memorial de guerra de Ceret feta per Aristides Maillol i inventariada com a monument històric.

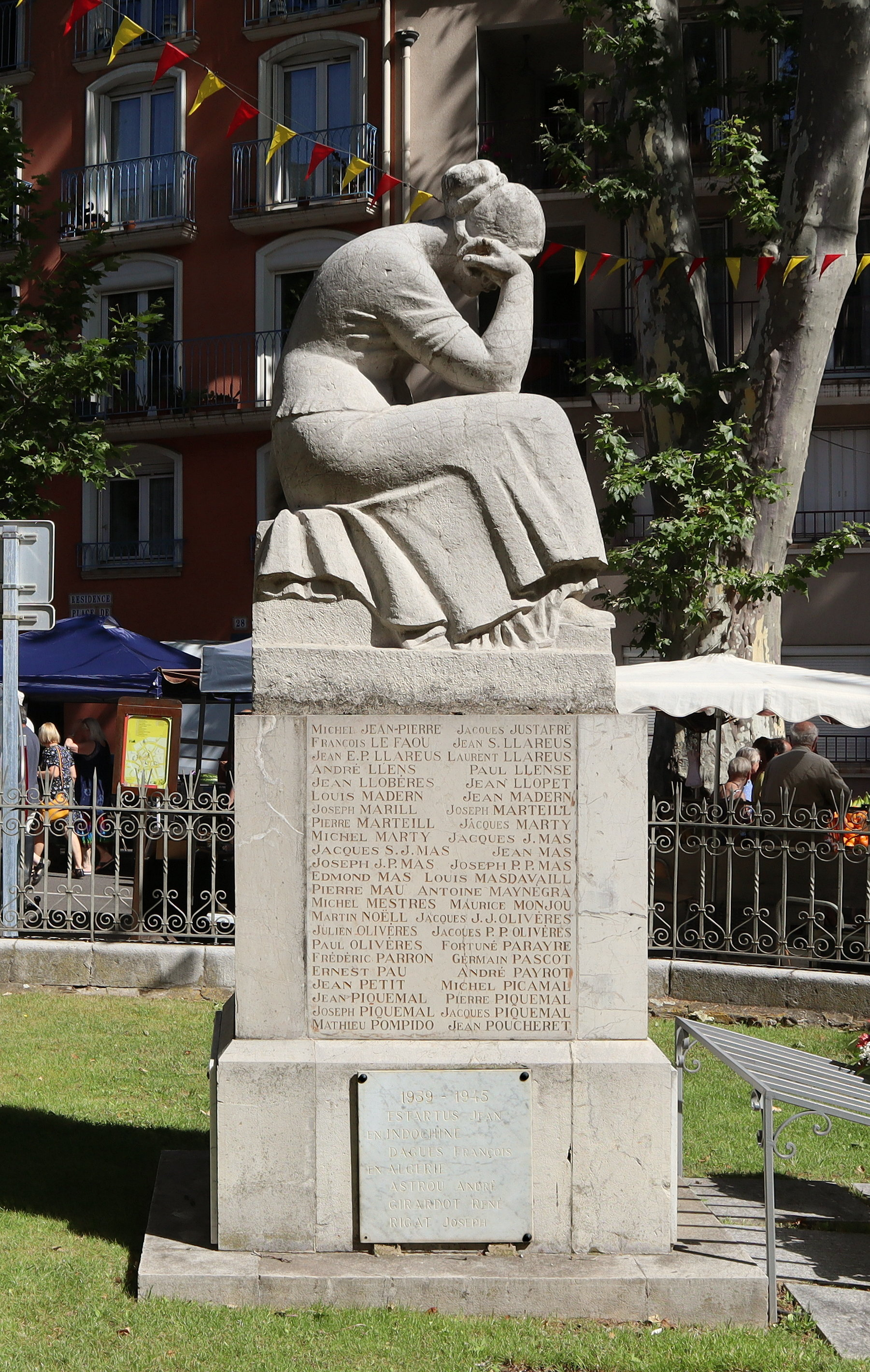

## Descripció
L'estàtua està instal·lada a Ceret a la plaça de la Llibertat, a la cantonada del carrer Aristide-Maillol.
Esculpida en un gres d'un gris clar, l'escultura mostra una dona asseguda amb un braç plegat on recolza el cap. Sota, s'hi troba una base de pedra en forma de quadrat, en la que pels seus quatre cantons estan escrits els noms dels combatents catalans provenents de Ceret que van lluitar i morir per l'exèrcit francès durant la Primera Guerra Mundial. Hi ha una versió de bronze de la mateixa escultura als jardins Carrousel de París des del 1964.

## Història
Xocat per la primera guerra mundial i els seus efectes, l'escultor, pintor i gravador català, Aristides Maillol (Banyuls de la Marenda, 8 de desembre del 1861 – 27 de setembre del 1944) va realitzar gratuïtament quatre monuments als morts al seu departament de naixement, als municipis nord-catalans de Ceret (1922), Banyuls de la Marenda (1933), Elna (1921) i Portvendres (1923)
El monument de Ceret es va encarregar el maig de 1919 i es va inaugurar el 1922. Es conserven diversos esbossos dels preparatoris per a l'escultura al Museu d'Art Modern de Ceret.
L'any 1964 es va instal·lar una còpia de bronze de l'escultura original al jardí del Carrousel a les Teuleries, al 1r districte de París. Forma part d'un conjunt d'estàtues de Maillol exposades a l'aire lliure.
Propietat del municipi, el monument als morts de Ceret és objecte d'una classificació en el títol dels monuments històrics des del 17 de març de 1994.